# سطح ایده‌آل

نگارهٔ ۱: قطره بر روی سطح و شمای زاویه تماس

سطح ایده‌آل (به انگلیسی: Ideal surface) در شیمی و فیزیک، سطحی است که جامد، هموار، صلب، از نظر شیمیایی همگن و دارای مقدار پسماند زاویه تماس صفر باشد. پسماند صفر، هنگامی میسر می‌گردد که زاویهٔ پیشروی و زاویه پسروی با هم برابر باشند. به عبارت ساده‌تر، سطح ایده‌آل سطحی است که یک قطره، بر روی آن، دارای تنها یک زاویه تماس پایدار باشد.

همانگونه که در نگارهٔ ۱ مشخص است، یک قطره پس از قرار گرفتن بر روی سطح دارای زاویه تماس می‌گردد. بر سطح ایده‌آل، در صورت به هم خوردن سطح، قطره، به شکل اصلی خود بازمی‌گردد.

## قانون یانگ
قانون یانگ روابط قطره و زاویه تماس را در سطح ایده‌آل بیان می‌کند:
{\displaystyle \gamma _{SG}\ =\gamma _{SL}+\gamma _{LG}\cos {\theta }}
که در آن ɣ انرژی آزاد سطح میان سطح‌های مختلف مایع و جامد و گاز و θ زاویه تماس است.